# Phyllanthus longiramosus
Phyllanthus longiramosus là một loài thực vật có hoa trong họ Diệp hạ châu. Loài này được Guillaumin miêu tả khoa học đầu tiên năm 1991.